# Тоне Жнидаршич
Тоне Жнидаршич Штефан (Нова Вас при Марковцих, 8. јул 1913 — Дучићи, код Озља, 18. децембар 1944) био је учесник Шпанског грађанског рата и Народноослободилачке борбе и потпуковник НОВЈ.

## Биографија
Рођен је 8. јула 1913. године у Новој Васи при Марковцих, Прекомурје. По завршетку основне школе, уписао је гимназију у Птују. Због комунистичке делатности, био је искључен из гимназије 1933. године и служио робију годину дана.

### Шпански грађански рат
Године 1936, био је послат на школовање у Совјетски Савез. Марта 1937. године, отишао је у Шпанију као борац Интернационалних бригада. Године 1938, постао је командант батаљона у 12. интернационалној бригади.

### Народноослободилачка борба
Године 1941, вратио се преко Француске и Немачке у окупирану Југославију. Од јесени је војно деловао у Штајерској, где је био члан Покрајинског комитета Комунистичке партије Словеније.
Године 1944, постао је заменик команданта Дванаесте словеначке бригаде, затим командант Петнаесте словеначке бригаде и начелник Штаба Осамнаесте словеначке дивизије НОВЈ.
Имао је чин потпуковника НОВЈ и био саветник у Главном штабу НОВ и ПО Словеније.
Приликом тестирања минобацача код Петрове Ваши 7. новембра 1944, једна мина је експлодирала у самој цеви и смртно га ранила, заједно са генералом Францом Розманом. Напослетку је преминуо 18. децембра у партизанској болници близу села Дучићи, код Озља.